# Heaton Stannington F.C.
Heaton Stannington Football Club là một câu lạc bộ bóng đá bán chuyên nghiệp đến từ High Heaton, Newcastle upon Tyne, Anh. Hiện tại họ đang thi đấu ở Northern Football League Division Two.
Tháng 7 năm 2012, Heaton Stannington thi đấu với Đội tuyển U23 Gabon trong quá trình chuẩn bị cho Olympics London 2012. Gabon thắng với tỉ số 4–0.

## Danh hiệu
- Northern Alliance Premier Division: 2011–12, 2012–13
- Northern Alliance League Cup: 2010–11, 2012–13
- Northern Alliance Challenge Cup: 1989–90
- Northumberland Senior Benevolent Bowl: 2012–13

## Kỉ lục
- Thành tích tốt nhất tại FA Cup: Vòng loại 2 – 1949–50
- Thành tích tốt nhất tại FA Vase: Vòng 3 – 1974–75